# 고이데 미쓰타다
고이데 미쓰타다/미쓰마사(일본어: 小出三尹, 1589년 ~ 1642년 5월 27일)는 에도 시대 전기의 다이묘이다. 이즈미 도키 번 초대 번주를 지냈다. 히데이에류 고이데가 제2대 당주.
|  | 제1대 도키 번 번주 (고이데가) 1604년 ~ 1642년 | 후임 고이데 아리무네 |